# Jaderná elektrárna Krško

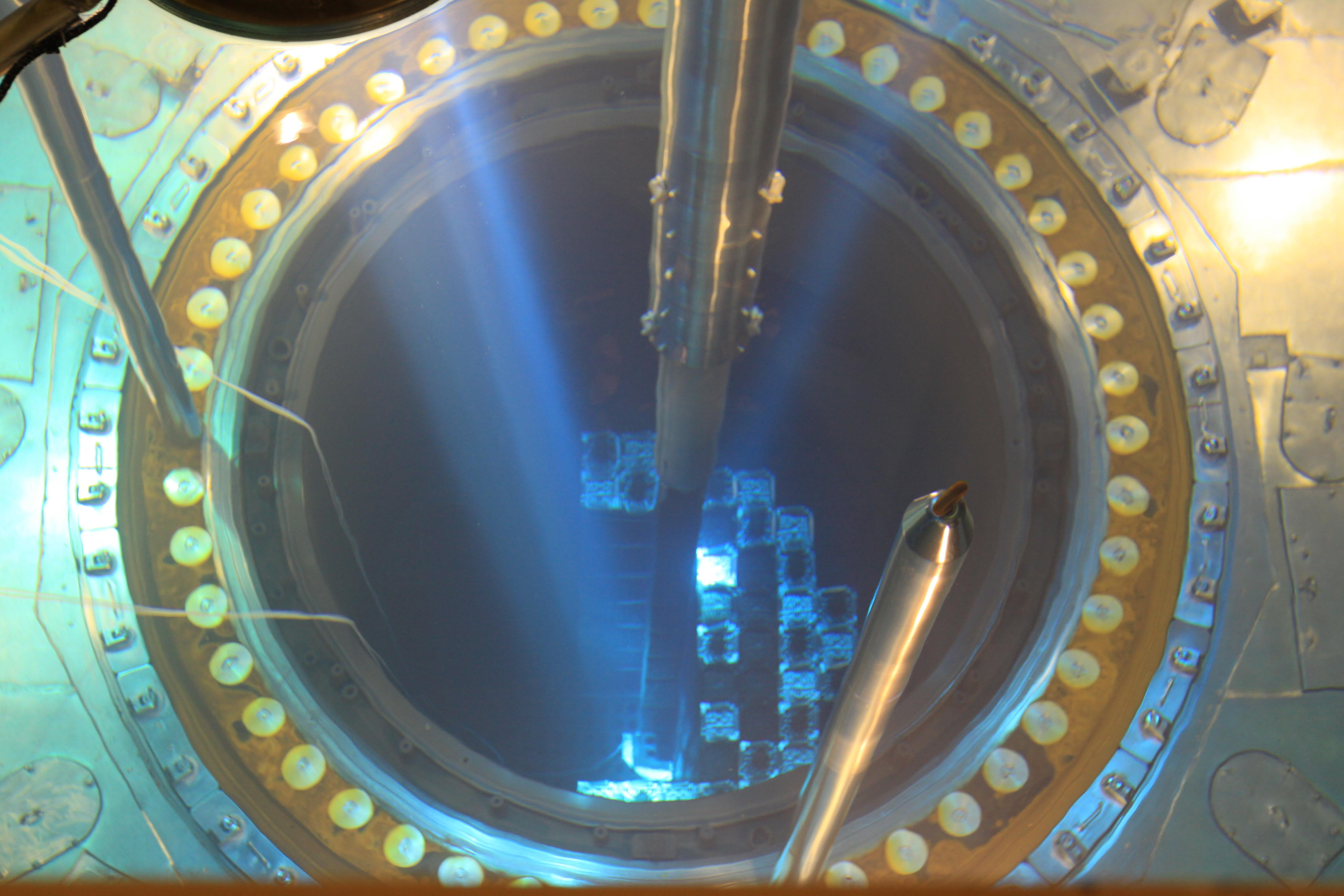
Reaktor elektrárny v období výměny paliva.

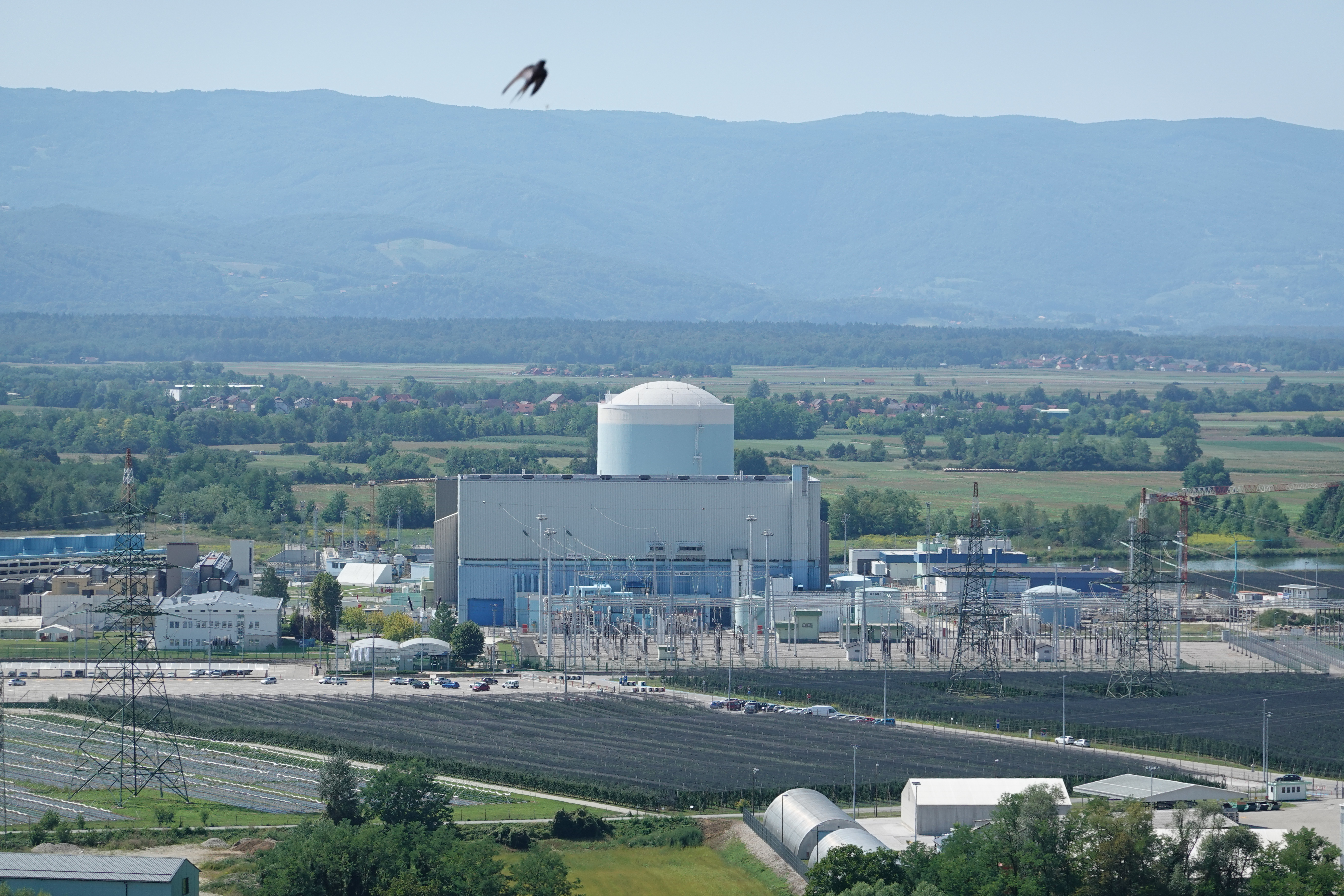
Budova reaktoru.

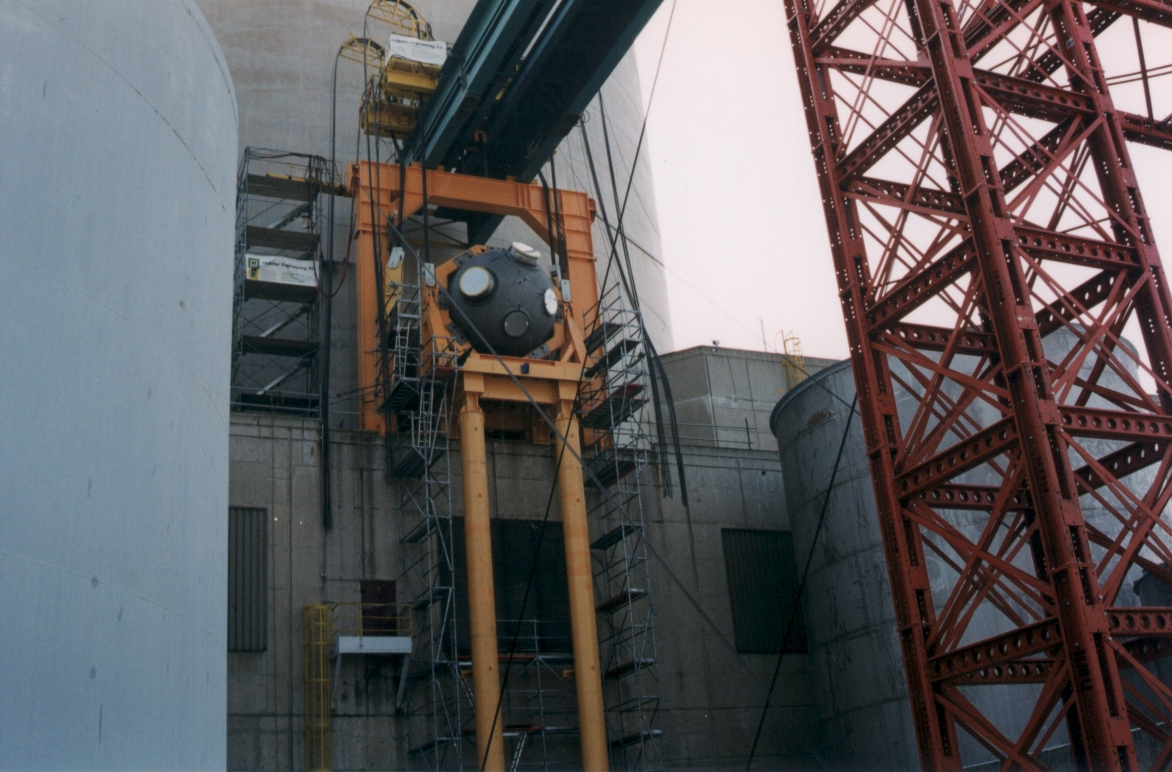
Výměna parogenerátorů elektrárny.

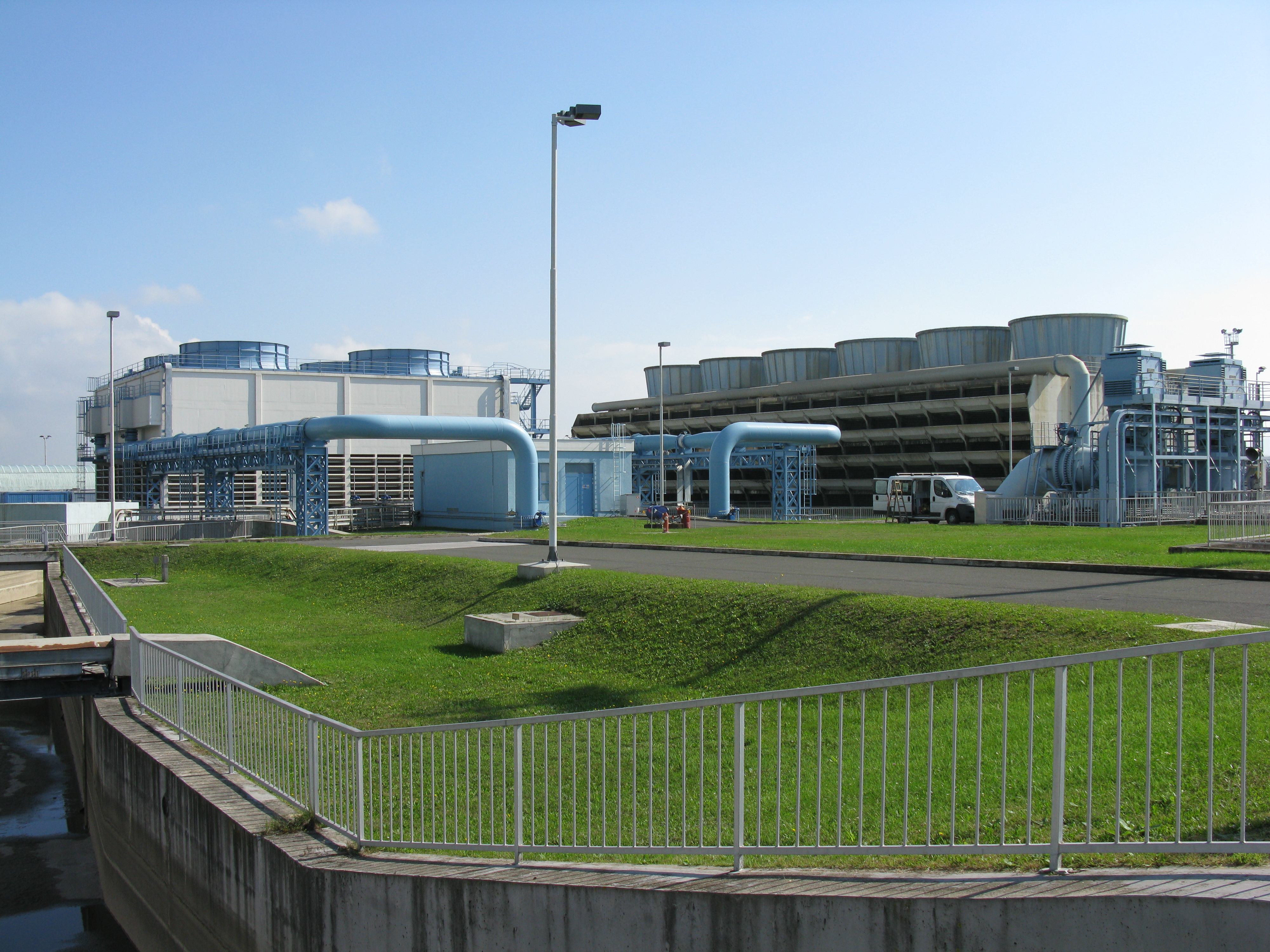
Chladící zařízení elektrárny.

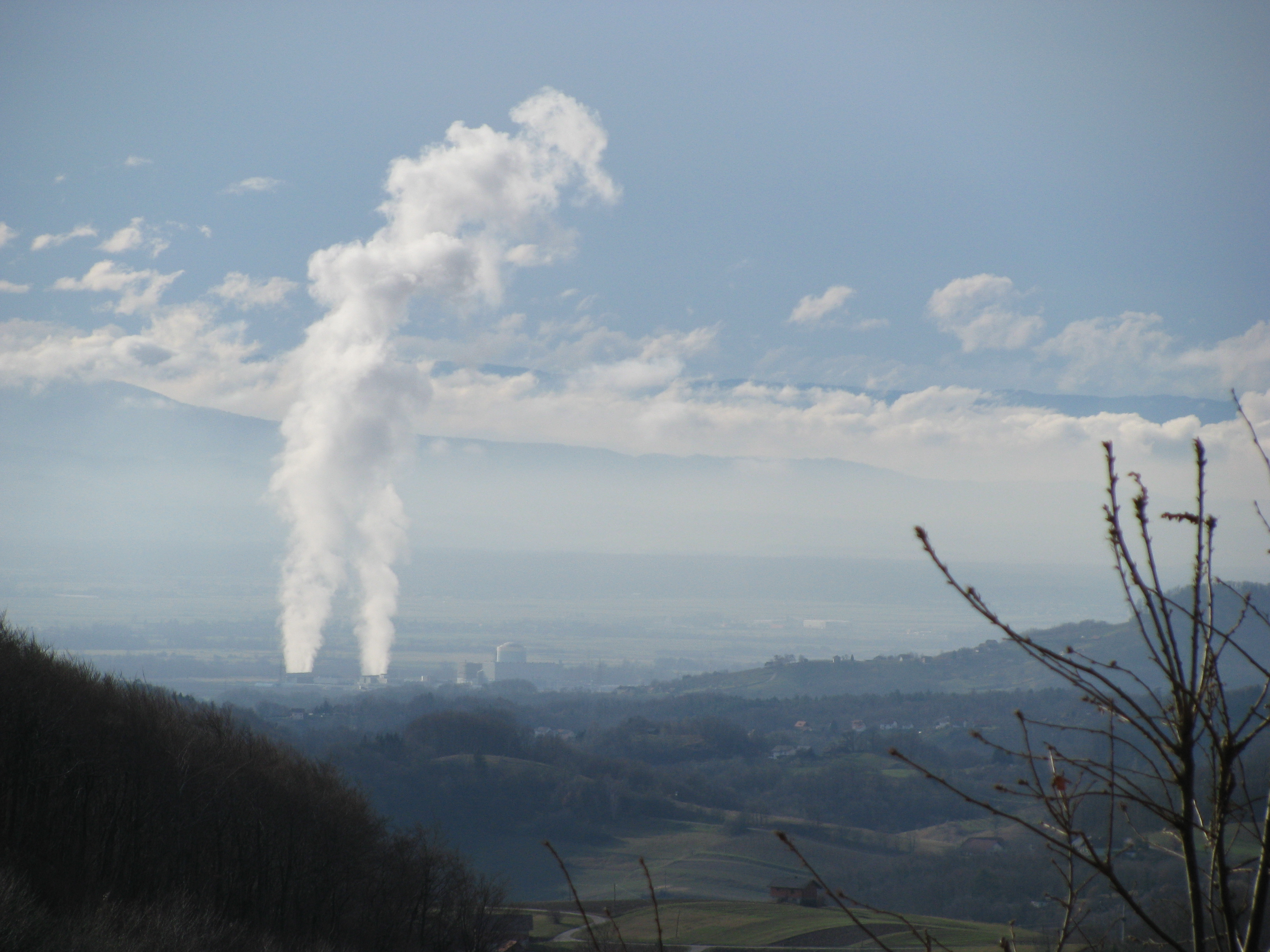
Vodní pára z jaderné elektrárny Krško v okolní krajině.

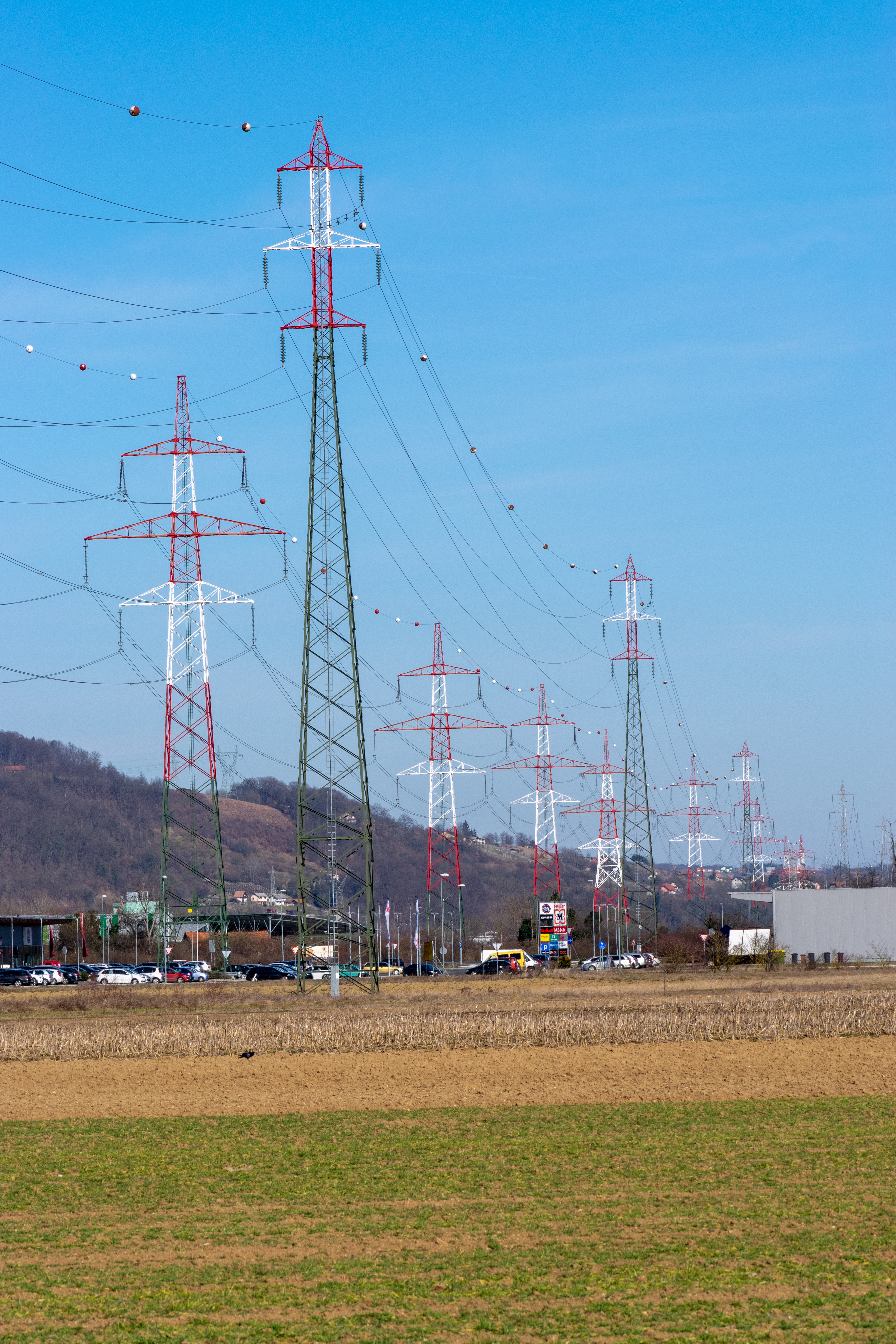
Elektrické vedení z Krška do Slovinska a Chorvatska.

Jaderná elektrárna Krško (slovinsky Nuklearna elektrarna Krško, zkr NEK) je jaderná elektrárna ležící ve vsi Vrbina na předměstí stejnojmenného města Krško ve Slovinsku asi 20 km od hranic s Chorvatskem a přibližně 40 km od chorvatského hlavního města Záhřebu. Elektrárna má čistý elektrický výkon 696 MW.
Elektrárna je ve společném vlastnictví slovinské státní společnosti Gen Energija a chorvatské Hrvatska elektroprivreda (HEP). 

## Historie a technické informace

### Projekt a vznik elektrárny
Svazová výkonná rada (jugoslávská vláda) si uvědomovala potřebu nové elektrárny pro severní republiky již na počátku 70. let 20. století. Vzhledem k tomu, že Jugoslávie disponovala zdroji uranové rudy, bylo rozhodnuto zbudovat jadernou elektrárnu. Slovinsko je navíc jako jedna z mála oblastí bývalého státu seismicky relativně bezpečné, proto bylo možné tak velký podnik realizovat právě zde. Průzkum, která lokalita je pro zařízení takového typu vhodná, probíhal již v 60. letech 20. století. V roce 1959 byla na místě dnešní elektrárny navíc hledána ropa.
Do výběrového řízení se přihlásily západní společnosti (Siemens a Westinghouse). Druhý uvedený dodavatel představil projekt na základě již běžící Angerské jaderné elektrárny, která se nachází v Brazílii. Smlouvu o výstavbě elektrárny podepsali zástupci dvou republik: SR Slovinsko a SR Chorvatsko. Úvěry poskytly republikové banky. Podle smlouvy měla vzniknout dvě zařízení: Jedno v Kršku a druhé v Prevlace, které nicméně nikdy zbudováno nebylo. Smlouva s Westinghousem, který výběroví řízení vyhrál, byla podepsána v roce 1974.
Poklepání na základní kámen se účastnil dne 1. prosince 1974 Josip Broz Tito. Stavební práce na elektrárně, první svého druhu na území tehdejší Jugoslávie, započaly ale až dne 30. března 1975. Ustanoven byl mezinárodní tým, který čítal zástupce jak z odborníků v SFRJ, tak i z USA a Svazové výkonné rady. Nezbytné vybavení bylo dovezeno nejprve lodí do přístavu v Rijece a poté po železnici do Krška; v červnu 1976 byly takto zajištěny první součástky rodící se elektrárny.
Proti výstavbě elektrárny vystupovala některá ve Slovinsku se tehdy vznikající ekologická hnutí.
Stavební práce realizovaly domácí společnosti Gradis a Hidroelektra a montáž potom společnosti Hidromontaža a Đuro Đaković. Druhá uvedená již dříve koncept obdobné elektrárny vypracovala v minulosti.
Při projektu stavby bylo nezbytné počítat s možnými živelnými katastrofami. Přestože Kršské pole (slovinsky Krško polje) je relativně seismicky stabilní, region postihla v minulosti katastrofální zemětřesení. Proto je elektrárna posazena na masivní betonové desce, navržené pro případ zemětřesení až do 9. stupně Mercalliho stupnice (v regionu často používané). Vzhledem k blízkosti řeky Sávy byla elektrárna dále projektována tak, aby přestála i extrémní povodně; tj. všechny její objekty je možné bezpečně uzavřít a voda nepronikne dovnitř. Okolo areálu se nachází navíc ještě protipovodňový val. Budova reaktoru je také schopná odolat větrům až o síle 140 km/h. Komplex elektrárny byl realizován jako areál z řadou oddělených budov, a to z důvodu požární bezpečnosti.

### Provoz a spor
Slavnostně byla elektrárna připojena k jugoslávské energetické síti dne 2. října 1981, plného výkonu dosáhl její reaktor v srpnu 1982 a do komerčního provozu vstoupila 15. ledna 1983. Dne 1. ledna 1984 získala potřebná povolení pro trvalý provoz. Mezi lety 1981 a 1989 byl provoz reaktoru přerušen více než sedmdesátkrát. Standardy provozu tohoto zařízení byly v Jugoslávii zavedeny podle západoevropské praxe.
Roku 1995 byl připraven první plán pro případné finální odstavení elektrárny.
V roce 1997 již samostatné Slovinsko elektrárnu znárodnilo. Chorvatská energetická společnost se na protest proti tomu rozhodla zastavit platbu veškerých výdajů a podat mezinárodní žalobu za způsobené škody, především výpadků dodávek, které měly směřovat na její území. Situace byla urovnána dohodou, podepsanou v roce 2001. Mezinárodní spor nicméně skončil vítězstvím chorvatské strany v roce 2015 a země vysoudila 40 milionů eur a soudní poplatky.
V roce 2000 byla provedena modernizace zařízení a výměna parogenerátorů. Parogenerátory dodaly společnosti Siemens a Framatome. Tím se o cca 3 % zvýšil výkon celého zařízení. Roku 2003 byly také splaceny všechny dluhy, které si obě republiky, poté samostatné státy, na výstavbu elektrárny v minulosti vzaly.
V souvislosti se vstupem Slovinska do Evropské unie podepsala země memorandum, ve kterém se zavázala využívat především více obnovitelné zdroje elektrické energie a jaderné energetiky se údajně vzdát. Taková situace zlepšila vztahy se sousedním Rakouskem, Slovinsko ale nikdy nepotvrdilo, že by se chtělo stát bezjaderným státem. Naopak diskutovat začalo myšlenku jejího rozšíření. V té době měly být náklady na výstavbu druhého reaktoru ve výši 2 miliard eur.
Roku 2007 bylo uskutečněno měření účinnosti reaktoru (Performance Indicator Index), které zjistilo hodnotu 98,1 %. Podle MAAE splnila bezpečnost jaderné elektrárny v témže roce všechny mezinárodní standardy a nejvyšší bezpečnostní požadavky.
V roce 2008 zde došlo k úniku chladící kapaliny, který vzbudil pozornost domácího a zahraničního tisku, nicméně byl rychle zachycen. Důvodem byl poruchový ventil. Událost byla nahlášena do systému evropského reportování obdobných nehod ECURIE, nicméně report bylo nejspíše vyhotoven nesprávně, což vyvolalo neklid především v sousedním bezjaderném Rakousku. V témže roce byla také dokončena nová chladící věž, která má pomáhat v případě nízkého průtoku na řece Sávě (jejíž vodu k chlazení elektrárna využívá). 

### Současnost a rozšíření elektrárny
Roku 2015 bylo rozhodnuto prodloužit životnost celého zařízení o 20 let. V souvislosti s jadernou katastrofou ve Fukušimě byla elektrárna lépe zabezpečena pro případ možných zemětřesení. Posouzení jejího provozu v tomto směru ale nemělo za výsledek přijetí žádných závěrů, jak by zařízení mělo zlepšit svůj provoz, vše odpovídalo normě. Po zemětřesení v Záhřebu v březnu 2020 byla nicméně provedena další důsledná kontrola. Elektrárna byla také preventivně na několik dní odstavena.
Elektrárna byla vybudována v rámci slovinsko-chorvatské spolupráce a Chorvatsko se později taky zavázalo odebrat v roce 2025 polovinu odpadu, který vzniká provozem jaderného reaktoru. Dlouhodobě totiž panoval mezi oběma zeměmi spor ohledně toho, jak s ním bude nakládáno. Krško pokrývá 40 % spotřeby elektřiny Slovinska a cca 15 % spotřeby elektrické energie v Chorvatsku také pochází odsud.
Roku 2017 se uchýlila elektrárna k 3D tisku jako metodě výroby nefunkční součástky, která se již nevyrábí a která byla potřeba nahradit, čímž se stala prvním zařízením tohoto typu, které takovým způsobem postupovalo.
V roce 2022 byl uveřejněn plán postavit druhý blok elektrárny o výkonu 1000 až 1200 MW. Mimoto má být z Krška zřízen teplovod do okolních obcí a měst. Slovinský premiér Robert Golob požadoval v souvislosti s touto věcí referendum. Rozhodnutí by měla slovinská vláda přijmout do roku 2028 a výstavba by měla být zahájena v roce 2032. Investice by měla být společná, tedy i s chorvatskou vládou. Na oplátku Chorvatsko poskytne Slovinsku část LNG terminálu na ostrově Krk k využití pro slovinské potřeby.
Dne 4. října 2023 byla elektrárna až do odvolání odstavena z důvodu lokalizace netěsnosti v primárním okruhu.
V roce 2025 byla připravována studie proveditelnosti druhého reaktoru. Nakonec se o rozšíření elektrárny zajímá společnost Westinghouse, zatímco jihokorejská firma KHNP se rozhodla nabídku nepodávat. Součástí opce je i možnost stavby třetího bloku.
Ministerstvo přírodních zdrojů a územního plánování zveřejnilo 1. července iniciativu pro přípravu územního plánu pro novou jadernou elektrárnu, čímž zahájí tříměsíční proces informování veřejnosti o návrhu a umožnění veřejného připomínkování plánu.

## Skladování paliva
Palivový cyklus jaderné elektrárny Krško trvá 18 měsíců.
Vyhořelé palivo vznikající při provozu JE Krško se zatím skladuje v meziskladu vyhořelého paliva, jehož projektovaná kapacita postačovala k ukládaní atomového odpadu do roku 2011 a pak byl rozšířen. Palivo je několik let chlazeno, poté je umístěno do speciálních nádob, které jsou zapečetěné a připravené k případnému převozu.
Plánovaná životnost JE Krško končí v lednu 2043.

## Napojení na energetickou síť
Jaderná elektrárna je dvěma transformátory napojena na slovinskou energetickou síť; vedení mají napětí 400 kV. Dálková vedení jsou směřována z Krška do Mariboru a na území Chorvatska do Záhřebu.

## Reaktor
Elektrárna disponuje jedním dvousmyčkovým tlakovodním jaderným reaktorem od firmy Westinghouse. Na rozdíl od sovětských reaktorů RBMK, má reaktor elektrárny Krško vlastní kontejnment, který je projektován tak, aby vydržel především tlak způsobený případným protržením parovodního potrubí radioaktivní páry. Je jednou z dvou elektráren západního typu, která vznikla na území východní Evropy do roku 1990. Druhá je jaderná elektrárna Cernavodă v Rumunsku.
V aktivní zóně elektrárny se nachází 121 palivových článků s průměrným obohacením 4,3 % uranu -235. Každý z nich se skládá z palivových tyčí uspořádaných do předem připraveného vzoru.
Elektrárna čerpá vodu z blízké řeky Sávy, jak již bylo uvedeno. Pro její potřeby byla zbudována v blízkosti Krška vodní nádrž. Míra radioaktivity vody vypouštěné do řeky Sávy je značně pod zákonným limitem. Měří se nejen míra radioaktivity této vody, ale také spodních vod a v okolní krajině obecně.
Vzhledem k tomu, že blok disponuje dvěma primárními okruhy (smyčkami), má tedy dva parogenerátory, které jsou v tomto případě vertikální, na rozdíl od reaktorů VVER, které disponují horizontálními. Nevýhoda vertikálních parogenerátorů je fakt, že mají nižší životnost a musí se čas od času renovovat, případně vyměnit, což může být nákladné.

### Incidenty
V říjnu 2013 došlo při výměně paliva k poškození palivových tyčí. 

## Informace o reaktorech
| Reaktor | Typ reaktoru      | Výkon  | Výkon   | Začátek stavby | Připojení k síti | Uvedení do provozu | Uzavření |
| Reaktor | Typ reaktoru      | Čistý  | Hrubý   | Začátek stavby | Připojení k síti | Uvedení do provozu | Uzavření |
| ------- | ----------------- | ------ | ------- | -------------- | ---------------- | ------------------ | -------- |
| Krško-1 | Westinghouse M212 | 696 MW | 736 MW  | 30. 3. 1975    | 2. 10. 1981      | 15. 1. 1983        | 2043     |
| Krško-2 | AP1000            | -      | 1200 MW | 2027           | 2035             |                    |          |

## Zajímavosti
Od roku 1986 působí při elektrárně informační centrum.
Elektrárna je napojena na slovinskou železniční síť vlečkou, která směřuje na železniční stanici Krško.